# Aristeas
Aristeas van Prokonnesos (Oudgrieks Ἀριστέας; Latijn Aristeas Proconnesius), was een semi-legendarische dichter en magiër, een inwoner van Prokonnesos in Anatolië, actief tijdens de 7e eeuw v.Chr.
Geboren als zoon van ene Kaistrobios  op het eiland Prokonnesos in de Zee van Marmara, begon Aristeas, "door de extase van Apollo gedreven" (Herodotus IV 13), aan een lange reis in de landen ten noorden van de Zwarte Zee, naar de volken van de Scythen en Issedoniërs. In zijn epos Arimaspeia (Grieks Ἀριμάσπεια, Gedicht over de Arimaspi) gaf hij een beschrijving van zijn rondreis in het verre Noorden. Daar ontmoet hij de Issedoniërs, die hem vertelden over nog meer fantastische volken in het noorden: de eenogige Arimaspi die vechten met griffioenen over goud, en de Hyperboreanen –"over de Noordenwind"– aan de rand van de wereld tot aan de Oceanos, waar Apollo tijdens de winter leeft.
De belangrijkste getuige van het tot op enkele fragmenten verloren gegane gedicht is Herodotus (Historiën IV 13-15).
Tweehonderdveertig jaar na zijn dood zou Aristeas verschenen zijn in Metapontum in zuidelijk Italië met de opdracht dat een standbeeld van hemzelf opgezet diende te worden, evenals een nieuw altaar voor Apollo. Hij zou sinds zijn dood met Apollo reizen in de vorm van een heilige raaf.
- Gemeinsame Normdatei: 119156105
- Library of Congress Control Number: no2011150346
- Nationale Bibliotheek van Israël: 987007521014605171
- Nederlandse Thesaurus van Auteursnamen: 119769530
- Système universitaire de documentation: 073729795
- Virtual International Authority File: 177324675